# Tártaros de Lipka

Os tártaros de Lipka, também conhecidos como tártaros lituanos, tártaros poloneses, tártaros polacos ou tártaros bielorrussos (chamados localmente de Lipkowie, Lipcani ou Muślimi) são os tártaros que se fixaram originalmente no Grão-Ducado da Lituânia, no início do século XIV. Os primeiros destes colonizadores tentavam preservar sua religião xamanística, e procuraram refúgio entre os lituanos não-cristãos. No fim do século outra onda de imigrantes tártaros - desta vez, muçulmanos - foram convidados para o território do Grão-Ducado por Vitautas, o Grande. Estes tártaros fixaram-se inicialmente na própria Lituânia, em torno de Vilnius, Trakai, Hrodna e Kaunas, e posteriormente se espalharam para as outras partes do território, que posteriormente vieram a fazer parte da Comunidade Lituano-Polonesa. Estas regiões fazem parte dos territórios modernos da Lituânia, Bielorrússia e Polônia. Desde o início de sua presença na Lituânia receberam o nome de tártaros de Lipka. Embora tenham conservado sua religião, optaram por se unir com os habitantes, cristãos em sua maioria, da Comunidade, e a partir da Batalha de Grunwald uma cavalaria leve composta por tártaros participou em todas as campanhas militares importantes tanto da Lituânia quanto da Polônia.

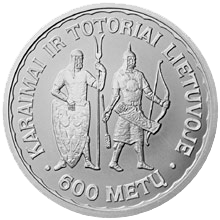
Moeda comemorativa de litas celebrando o 600º aniversário da presença dos caraítas e dos tártaros na Lituânia.

As origens dos tártaros de Lipka remontam aos Estados descendentes do Império Mongol de Gengis Khan - a Horda Branca, a Horda Dourada, o Canato da Crimeia e o Canato Cazã. Inicialmente atuaram como uma casta militar nobre, porém posteriormente se tornaram habitantes dos grandes centros urbanos, célebre por suas habilidades artesanais, equestres e na jardinagem. Ao longo dos séculos resistiram à assimilação cultural e mantiveram seu estilo de vida tradicional; no entanto, embora tenham mantido uma conexão muito forte com suas religiões originais, com o tempo perderam o uso da sua língua tártara original, passando a usar, majoritariamente, o polonês. Ainda existem pequenos grupos de tártaros de Lipka que vivem na Bielorrússia, Lituânia e Polônia, bem como comunidades nos Estados Unidos.